# 5e régiment de chasseurs à cheval (Empire allemand)
Pour les articles homonymes, voir 5e régiment.
Le 5e régiment de chasseurs à cheval (en allemand : Jäger-Regiment zu Pferde Nr. 5) est une unité de l'armée impériale allemande, engagée sur le front occidental pendant la Première Guerre mondiale.

## Historique de l'unité
Le 5e régiment de chasseurs à cheval est créé le 31 mars 1908. Le régiment est une unité de la 29e brigade de cavalerie, qui dépend de la 29e division, intégrée au 14e corps d'armée de l'armée allemande. Le sous-lieutenant Albert Mayer, premier soldat allemand tué au début de la Première guerre mondiale, y était affecté.

## Organisation en 1914
- 14e corps d'armée à Karlsruhe

Commandant en chef : General der Kavallerie, Ernst von Hoiningen (gen. Huene)
- 29e division d'infanterie de Fribourg-en-Brisgau

Commandant : Generalleutnant August Isbert (de) (1856-1950)
- 29e brigade de cavalerie de Mülhausen

Commandant : Oberst Wilhelm von Graevenitz
- Regimentskommandeur : Oberstleutnant Ullmann
- Garnison : Jäger-zu-Pferde Kaserne (Caserne Drouot), Mulhouse en Alsace.

## Commandants
| grades         | noms                          | début de service | fin de service  |
| -------------- | ----------------------------- | ---------------- | --------------- |
| Oberstleutnant | Georg Ernst Müller-Kranefeldt | 1er octobre 1908 | 18 février 1910 |
| Oberstleutnant | Oskar Sperling                | 19 février 1910  | 21 avril 1912   |
| Major          | Karl Ullmann                  | 22 avril 1912    | 13 janvier 1917 |
| Major          | Witt                          | 14 janvier 1917  | 1919            |

### Source
- Hugo F.W. Schulz: Die Preußischen Kavallerie-Regimenter 1913/1914. Weltbild Verlag, 1992.
- Stefan Rest (Hrsg.), Jürgen Kraus: Die deutsche Armee im Ersten Weltkrieg, Ingolstadt, 2004.

- (de) Cet article est partiellement ou en totalité issu de l’article de Wikipédia en allemand intitulé « Jäger-Regiment zu Pferde Nr. 5 » (voir la liste des auteurs).